# Polove, Radehiv
Polove (în ucraineană Полове) este localitatea de reședință a comunei Polove din raionul Radehiv, regiunea Liov, Ucraina.

## Demografie
Componența lingvistică a localității Polove
     Ucraineană (99,83%)
     Alte limbi (0,17%)
Conform recensământului din 2001, majoritatea populației localității Polove era vorbitoare de ucraineană (99,83%), existând în minoritate și vorbitori de alte limbi.